# 香久山駅
香久山駅（かぐやまえき）は、奈良県橿原市出垣内（でがいと）町にある、西日本旅客鉄道（JR西日本）桜井線（万葉まほろば線）の駅である。
駅名は百人一首にも登場する歌枕として有名な山「香久山」に由来する旧香久山村から命名されている。ただし国土地理院は同山の山名を「天香具山」としている。

## 歴史

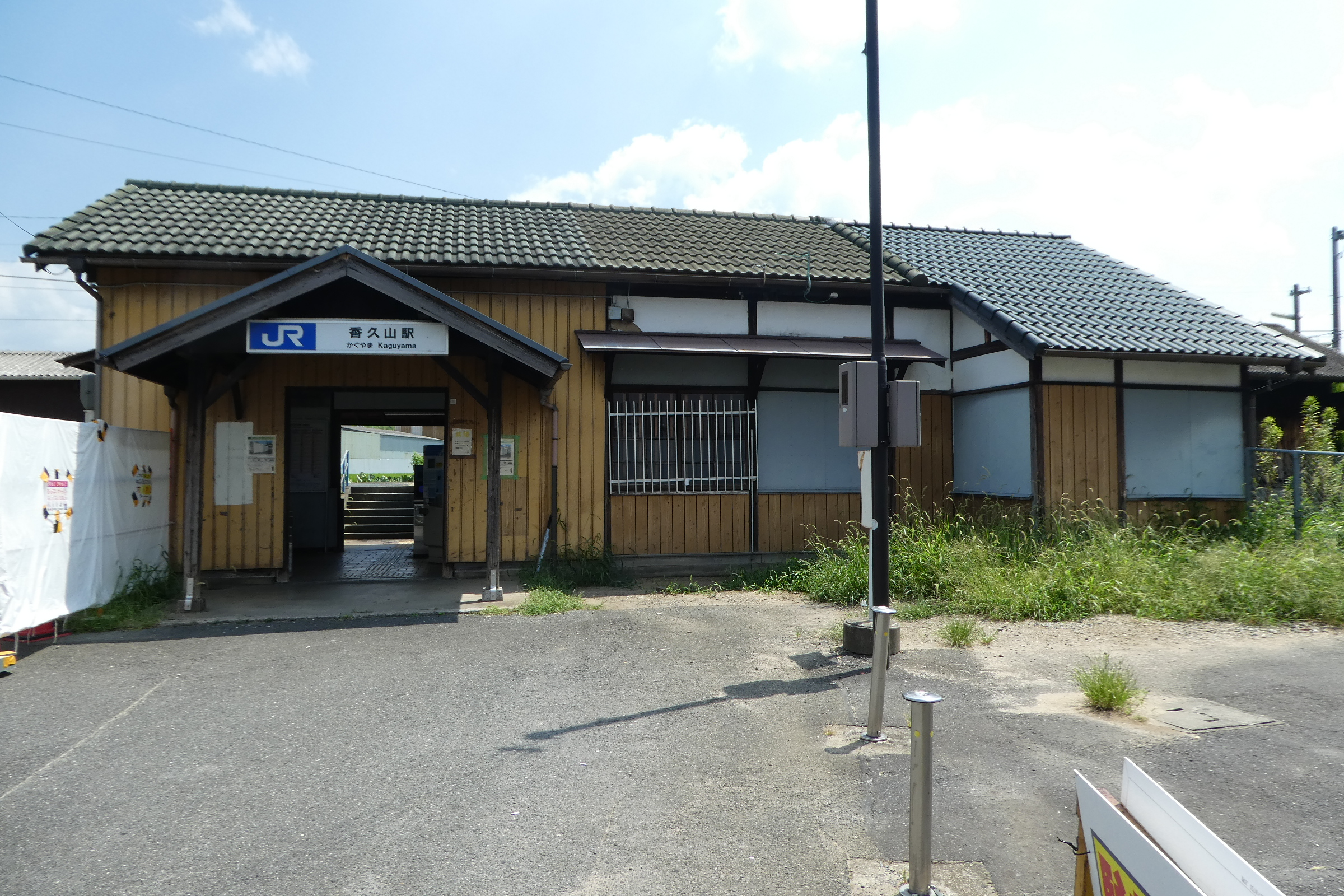
旧駅舎（2018年8月）

- 1913年（大正2年）4月21日：桜井線の桜井駅 - 畝傍駅間に新設開業[2]。
- 1984年（昭和59年）
  - 2月1日：荷物扱い廃止[3]。
  - 10月20日：桜井線CTC化に伴い駅員無配置化[4]。
- 1987年（昭和62年）4月1日：国鉄分割民営化により、西日本旅客鉄道（JR西日本）の駅となる[2]。
- 2005年（平成17年）3月1日：ICカード「ICOCA」の利用が可能となる[5]。ICカード専用簡易改札機で対応[6]。
- 2010年（平成22年）3月13日：路線愛称の制定により、「万葉まほろば線」の愛称を使用開始。
- 2018年（平成30年）6月1日：老朽化に伴うリニューアル工事が始まる[7]。
- 2019年（平成31年）3月：新駅舎竣工。木造の旧駅舎および、ホーム上の待合室が撤去される。

## 駅構造
単式ホーム1面1線を有する地上駅であり、ホームは高田方面に向かって右側に配置されている。王寺鉄道部管理の無人駅。1925年（大正14年）4月に建てられた小さな木造駅舎が2019年（平成31年）春まで残っていた。
ICOCA利用可能駅（相互利用可能ICカードはICOCAの項を参照）。SMART ICOCAのクイックチャージが可能な自動券売機と、ICOCA等のICカード読取機（入場用・出場用）が設置されている。2018年（平成30年）の駅舎リニューアルに伴い、トイレは撤去された。

## 利用状況
2023年度の1日平均乗降人員は396人。桜井線の駅では、最も少ない。1日の平均乗車人員は以下の通りである。
| 年度               | 1日平均 乗車人員 |
| ------------------ | ---------------- |
| 2005年（平成17年） | 191              |
| 2006年（平成18年） | 186              |
| 2007年（平成19年） | 164              |
| 2008年（平成20年） | 156              |
| 2009年（平成321）  | 174              |
| 2010年（平成22年） | 165              |
| 2011年（平成23年） | 170              |
| 2012年（平成24年） | 167              |
| 2013年（平成25年） | 171              |
| 2014年（平成26年） | 179              |
| 2015年（平成27年） | 181              |
| 2016年（平成28年） | 176              |
| 2017年（平成29年） | 176              |
| 2018年（平成30年） | 166              |
| 2019年（令和元年） | 190              |
| 2020年（令和02年） | 156              |
| 2021年（令和03年） | 164              |
| 2022年（令和04年） | 171              |
| 2023年（令和05年） | 198              |

## 駅周辺
駅南側から少し離れた所を国道165号が通り、商業施設や会社の事務所や事業所が所々にある。駅北側から少し離れた所を近鉄大阪線が並行し、駅北東側には大福駅がある。当駅付近は民家が多く建ち並ぶが、所々に田畑がある。駅のすぐ前に郵便局ができたため、駅前道路（狭小路）からは駅があることに気付きにくい。
- 日本郵便 香久山郵便局
- 天香具山、耳成山
- 横大路（伊勢街道）- 駅前を東西に通っており、橿原市と桜井市の市境となっている。
- 近鉄大阪線大福駅
- 橿原警察署香久山交番
- ハシダ技研工業 橿原工場
- 国道165号
- 黒田池 - 駅から南へ少し離れた所にある池。

## 隣の駅
西日本旅客鉄道（JR西日本）
 万葉まほろば線（桜井線）
■快速（高田駅経由大和路線直通）・■普通
桜井駅 - 香久山駅 - 畝傍駅